# Seifhennersdorf
Seifhennersdorf (hornolužickosrbsky Wodowe Hendrichecy, česky Saský Jindřichov) je město v Horní Lužici v německé spolkové zemi Sasko. Nachází se v zemském okrese Zhořelec a má přibližně 3 600 obyvatel. Leží u česko-německé státní hranice vedle Varnsdorfu. Od okresního města Görlitz je vzdáleno asi 50 kilometrů jihozápadním směrem.

## Geografie
Seifhennersdorf se původně skládal z pěti vesnic ležících v údolí řeky Mandavy a Leutersdorfského potoka. Procházejí jím silnice S 139, S 140 a S 141 a Železniční trať Mittelherwigsdorf–Varnsdorf–Eibau.

## Historie
První písemná zmínka pochází z roku 1352, ale město jistě muselo existovat již v první polovině 13. století.

## Členění a název města
Město se skládá z pěti původně samostatných vesnic, oficiální místní části však nemá.
- Oberdorf (Horní vesnice) – nejvýchodněji položená část města leží u hranic s českým Horním Jindřichovem. V této vesnici se na úpatí vrchu Jockelberg nachází původní samota Feldhäuser (Polní domky), ze které dodnes zbyl pouze název ulice Feldhäuserweg.
- Mitteldorf (Prostřední vesnice) – navazuje na Oberdorf a táhne se dále podél toku Mandavy. Pod vlakovým nádražím se část Mitteldorfu nazývala Die Scheibe, po ní převzala název současná ulice An der Scheibe. Nad Große Mühle (Velkým mlýnem) se nacházela část An dem Mehre (Na výšině). Samotný Mitteldorf je rozdělen řekou Mandavou na dvě části: Kirchseite na pravé straně řeky a Waldseite na levé straně řeky blíž k českým hranicím. Oberdorf a Mitteldorf tvoří centrum Seifhennersdorfu.
- Seiffen (Sejfy) – dostaly svůj název podle sejpů, které vznikaly při získávání drahých kovů. První zmínka o části je z roku 1402, vesnice je jmenována jako Seyffen. Část názvu této vesnice převzalo současné město do svého názvu. Ležely v údolí Leutersdorfského potoka na úpatí vrchu Stolleberg. Dále k nim náležely osady Harthe na severu města a osada Folge, v současnosti náležející do katastru obce Leutersdorf.
- Läuterau – leží pod Sejfy na jihovýchodním okraji města pod vrchem Hrádek. Dříve nesla tato část název Otterau, později Leiterau'.' V současnosti po této části nese název ulice An der Läuterau.
- Halbendorf – nachází se pod Hrádkem u státní hranice. Roku 1566 je o ní první písemná zmínka, ještě jako Kleinhennersdorfu. Jedná se o nejmladší část města. Další varianty názvu: das halbe Dorf (1719) či das Halbedorf (1805).

Město Seifhennersdorf převzalo své jméno po Mitteldorfu jehož název se během dob měnil: první písemná zmínka z roku 1352 ho pojmenovává Henrici villa apud Romberch, tedy Jindřichova ves u Rumburka, o šest let později čteme o Heinrichstorfu. Dále se vyskytují názvy Henricivilla prope Romberg (1384), Heinrichsdorff (1402), Heynerstorff am Seyffe (1447), Hennersdorff im Seiffenn (1483), Niederhennersdorf sammt den Seiffen (1584) či Hennersdorf in Seiffen (1657). Nakonec se na mapě z roku 1805 objevuje název Seifhennersdorf, spojenina původního Hennersdorf in Seiffen.

## Obyvatelstvo

### Struktura
| Rok  | Počet obyvatel                    |
| 1895 | 3545 mužů, 3942 žen 7487 obyvatel |